# Sytuacja prawna i społeczna osób LGBT w Mołdawii
Status prawny osób LGBT i sytuacja społeczna osób i grup LGBT w Mołdawiii.

## Status prawny
Kontakty homoseksualne zostały zalegalizowane w Mołdawii w 1995. Wiek osób legalnie dopuszczających się kontaktów homo- i heteroseksualnych zrównano ze sobą w 2002: wynosi on 16 lat. Geje nie są wykluczeni ze służby wojskowej z powodu swojej orientacji seksualnej. W mołdawskim prawie nie ma żadnych przepisów bezpośrednio dyskryminujących mniejszości seksualne.
Mołdawskie prawo nie gwarantuje żadnego zakazu dyskryminacji przez wzgląd na orientację seksualną.
W 2003 roku zaproponowano poprawkę do kodeksu karnego zakazującą jakiejkolwiek dyskryminacji, między innymi z powodu orientacji seksualnej (brak aktualnych informacji na temat losów ustawy, najprawdopodobniej nie została uchwalona w takiej formie).
Mołdawskie przepisy prawne nie przyznają prawa osobom do ubiegania się o azyl polityczny z powodu prześladowań przez wzgląd na orientację seksualną we własnym kraju.
W mołdawskim ustawodawstwie nie istnieje również żadna prawna forma uznania związków partnerskich lub małżeństw osób tej samej płci. Nie ma obecnie żadnej propozycji, aby uregulować tę kwestię w najbliższym czasie.

## Życie osób LGBT w kraju
W Mołdawii istnieje mała scena gejowska, jest ona skoncentrowana w Kiszyniowie. Miasto to dysponuje pięcioma lokalami gejowskimi oraz przyjaznymi gejom, tzw. gay-friendly.
Wydawane są tam publikacje, działa kilka organizacji zajmujących się walką o prawa społeczności LGBT i walką z nietolerancją. 
Od 2002 ulicami stolicy corocznie maszerują parady mniejszości seksualnych (gay pride parade). Jedną z najliczniejszych tego typu manifestacji była parada w 2005, która zgromadziła około 600 uczestników. Władze stolicy początkowo zakazały tego przemarszu i spór rozstrzygnął sąd, zezwalając na manifestację. W 2007 trzeci raz z rzędu mołdawskie władze zakazały parady osób homoseksualnych.